# Шубаней
Шубаней (Шубач) — река на северо-востоке Костромской области России. Устье реки находится в 30 км по правому берегу реки Нюрюг. Длина реки составляет 17 км, площадь водосборного бассейна — 76,4 км².
Исток Шубанея находится в лесах в 35 км к северо-востоку от села Боговарово. В верховьях также называется Шубач. Течёт по ненаселённому лесу на юго-запад, крупных притоков не имеет. Впадает в Нюрюг выше деревни Лажборовица.
Система водного объекта: Нюрюг → Вохма → Ветлуга → Волга → Каспийское море.

## Данные водного реестра
По данным государственного водного реестра России относится к Верхневолжскому бассейновому округу, водохозяйственный участок реки — Ветлуга от истока до города Ветлуги, речной подбассейн реки — Волга от впадения Оки до Куйбышевского водохранилища (без бассейна Суры). Речной бассейн реки — (Верхняя) Волга до Куйбышевского водохранилища (без бассейна Оки).
Код объекта в государственном водном реестре — 08010400112110000041141.